# Günter Moritz
Günter Moritz (* 7. September 1963 in Schwäbisch Gmünd) ist ein deutscher Filmproduzent.

## Leben
Moritz absolvierte eine Ausbildung zum Tischler. Ab 1991 folgte ein Studium zum Medientechniker an der Hochschule der Medien Stuttgart, das er 1996 mit einem 30-minütigen Porträtfilm abschloss. Im selben Jahr gründete er in Stuttgart die Firma [ti:m] Werk Ruoff und Moritz GbR, die er Ende des Jahres 2005 in teamWERK. Die FilmProduktion GmbH umwandelte und gemeinsam mit Monika Agler führt.
Seit 1997 ist er in der Regie und Produktion von Dokumentar- und Spielfilmen tätig.

## Filmografie (Auswahl)
Produktion
- 2007: Krach im Hause Gott[3]

- 2014: Ohne Dich (Spielfilm)
- 2015: Pälzisch im Abgang (Serie, SWR)
- 2018: Zwischen zwei Bildern[4] (Serie, SWR)
- seit 2020: SWR Handwerkskunst[5] (Serie, SWR)
- 2021: Sharaf>[6] (Spielfilm)
- 2022: Schattenkind[7] (Dokumentarfilm)

### Autor
- 2002: Vier Feldherren gegen Hitler: (3) Montgomery-Verloren im Triumph, Regie und Drehbuch
- 2002: Mallorca schlägt zurück
- 2004: Ste Marie und die 21 Sekunden Tour de France
- 2005: Die doppelte Johanna, Produzent
- 2008: Die letzten Zeugen
- 2012: Die jüngsten Zeugen
- 2013: Donauschwaben

### Auszeichnungen und Nominierungen
- 2002: Adolf-Grimme-Preis Nominierung für „Montgomery – Verloren im Triumph“[8]
- 2002: Nominiert für den Bayerischen Fernsehpreis mit „Stammheim – Orte des Erinnerns“
- 2014: Publikumspreis beim Festival de Cinema Internaconal de Ourense für den Spielfilm „Ohne Dich“[9]
- 2022: Granitpreis für den Film „Schattenkind“ als bester Dokumentarfilm der 56. Internationalen Hofer Filmtage[10]